# Nescicroa tenella
Nescicroa tenella är en insektsart som först beskrevs av Günther 1935.  Nescicroa tenella ingår i släktet Nescicroa och familjen Diapheromeridae. Inga underarter finns listade i Catalogue of Life.